# Команда против пыток
Команда против пыток (КПП), ранее — Комитет против пыток, — российская правозащитная организация, которая занимается общественным расследованием дел о применении пыток, при этом опираясь на внутригосударственные механизмы защиты потерпевших. Организация появилась в 2000 году с целью побудить органы прокуратуры к активным действиям по раскрытию данного вида преступлений и привлечению виновных к уголовной ответственности. К наиболее известным делам Команды относятся дело Михеева, в результате которого Российская Федерация была признана ответственной за применение пыток, а также расследование фактов массового избиения жителей Благовещенска. Помимо этого, Команда против пыток занимается защитой прав человека на территории Северного Кавказа. Прежде чем организация была признана «иностранным агентом», она получала финансирование от Европейской комиссии по правам человека и президентские гранты. Команда против пыток не раз удостаивалась высокой оценки гражданского общества и наград, включая номинацию правозащитницы Ольги Садовской на Нобелевскую премию мира.

## История организации

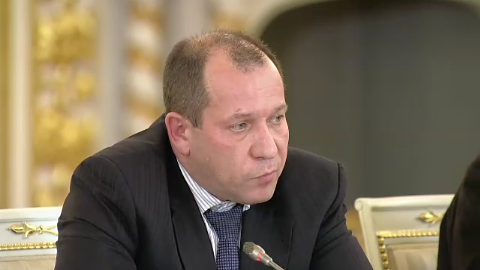
Игорь Каляпин, создатель Комитета против пыток

Отправной точкой деятельности Команды против пыток можно считать работу Информационно-аналитического центра Нижегородского общества прав человека, и, в частности, его «Доклад о применении пыток на территории Нижегородской области», представленный в декабре 1997 года. Главной цели, которую ставили перед собой авторы, — обратить внимание органов прокуратуры на систематическое беззаконие и побудить их к активным действиям по предотвращению и раскрытию данного вида преступлений, — доклад не достиг. Это послужило поводом для создания в 2000 году самостоятельной организации «Комитет против пыток» под руководством Игоря Каляпина.
Первый правовой результат деятельности Комитета был достигнут в 2001 году, когда приговором Нижегородского районного суда был признан виновным оперуполномоченный ОУР Нижегородского РОВД города Нижнего Новгорода А. Г. Иванов. Суд установил, что Иванов применил пытки в отношении несовершеннолетнего Максима Подсвирова с целью понуждения последнего к оговору родного брата в совершении преступления. Иванову были назначены 6 лет лишения свободы условно. Комитет добился изменения приговора, а именно замены условного лишения свободы реальным сроком, лишь в 2004 году, когда суд признал бывшего начальника криминальной милиции Большеболдинского УВД полковника И. А. Четвертакова виновным в избиении. 26 января 2006 года Европейский суд вынес Постановление по делу «Михеев против России». Это первое решение ЕСПЧ по жалобе Комитета против пыток и одновременно первое решение ЕСПЧ по делу против Российской Федерации, в котором суд признал ответственность России за применение пыток.
Начиная с 2001 года по методике Комитета и при его поддержке начинают проводить общественные расследования правозащитники Оренбургской области, Башкортостана, Республики Марий-Эл и Чеченской Республики. Позднее в указанных регионах появятся региональные отделения Комитета. По состоянию на 2021 год Комитет работал в шести регионах — в Оренбурге, Башкирии, Краснодаре, на Северном Кавказе, в Нижнем Новгороде и Москве. В 2007 году Комитет против пыток получил статус Межрегиональной общественной организации.
29 декабря 2014 года в Комитет против пыток было направлено представление прокуратуры Нижегородской области, в котором делался вывод об участии организации в политической деятельности. По словам Игоря Каляпина, прокуратура указывала на то, что КПП рассказывает общественности и власти о фактах пыток в полиции «и о том, как плохо Следственный комитет их расследует, тем самым влияя на государственную политику». Кроме того, в качестве политической деятельности Комитету вменялось ежегодное проведение пикета в Международный день в поддержку жертв пыток и публикация информации об этом мероприятии.
На основании представления прокуратуры в январе 2015 года Минюст России включил межрегиональную общественную организацию Комитет против пыток в реестр некоммерческих организаций — «иностранных агентов». 1 августа 2015 года участники конференции Комитета против пыток единогласно приняли решение о ликвидации организации. На смену Комитету против пыток пришел Комитет по предотвращению пыток.
14 января 2016 года Минюст России включил Комитет по предотвращению пыток, а также связанную с ним организацию Бюро общественных расследований, в реестр некоммерческих организаций — «иностранных агентов». Поводом для этого решения Минюста стало то, что в Комитет «поступали пожертвования от некоторых граждан РФ, которые работают в организациях, получающих иностранное финансирование». Организация пыталась обжаловать решение Минюста в Ленинском районном суде Оренбурга, однако в удовлетворении иска было отказано. 29 марта 2017 года Федеральная служба судебных приставов арестовала счета Комитета по предотвращению пыток. Решение ФССП стало толчком к реорганизации. В ноябре 2017 года КППП официально заявил о своей ликвидации в качестве юридического лица.
До 10 июня 2022 года организация работала без образования юридического лица под своим историческим названием «Комитет против пыток» в пяти регионах России: в Нижегородской области, Оренбургской области, Северокавказском регионе, Краснодарском крае и Москве. Ранее существовавшее отделение в республике Марий Эл было закрыто в 2017 году. Весной 2022 года окончательно было расформировано отделение в Республике Башкортостан. Одной из основных причин, по которым отделения были закрыты, бывший глава Комитета Игорь Каляпин называл нехватку подходящих кадров.

### Смена главы Комитета
В декабре 2021 года члены Комитета против пыток избрали нового председателя. Им стал Сергей Сергеевич Бабинец, долгие годы возглавлявший отделения Комитета по всей стране — в Москве, Нижнем Новгороде, Оренбурге, а также на протяжении многих лет работавший в Чечне в составе сводной мобильной группы правозащитников.
В феврале 2022 года в интервью изданию The Insider Каляпин отметил, что причиной его ухода стали противоречия между ним и коллективом.
В пресс-службе Комитета уход Каляпина объяснили тем, что внутри организации существует демократическая выборная процедура — раз в 3 года члены Комитета выбирают председателя общим голосованием. В последний раз, по словам пресс-секретаря, большее количество голосов набрал Сергей Сергеевич Бабинец.

### Ликвидация Комитета и старт работы Команды против пыток
10 июня 2022 года Министерство юстиции России включило Комитет против пыток в реестр незарегистрированных общественных объединений — «иностранных агентов». 11 июня члены Комитета приняли решение о ликвидации организации, а уже 15 июня сообщили о продолжении своей деятельности под названием Команда против пыток.

Руководитель КПП Сергей Бабинец сообщил, что организация не согласна с решением Минюста, но и работать в статусе «иностранного агента» не может, потому что это закрывает доступ к диалогу с властью. Он назвал ликвидацию Комитета и создание Команды вынужденной мерой, которая позволит продолжать работу над незавершенными делами, которых на момент ликвидации Комитета было 188.
«Признание иноагентом нам не навредило, мы сохранили нашу команду и продолжим работать в два раза усерднее. Эта ситуация просто лишний раз показала глупость государства, которое устраивает охоту на ведьм, да ещё и не там, где нужно. Полагаю, что следует преследовать тех, кто пытает людей в колониях или вывозит миллиарды из страны, а не гражданских активистов, которые пытаются защитить человеческое достоинство россиян» — Сергей Бабинец, руководитель Команды против пыток

## Цель и методы деятельности
Об отношении к пыткам в России
Проблемы – не только у государства, но и в обществе. Время от времени мы проводим опрос «Как вы относитесь к пыткам». Примерно половина граждан, которых мы спрашиваем: «Можно ли пытать?», отвечает: «Это смотря кого. Если жулика и бандита, то почему бы и нет? Иначе он не сознается». Что мы хотим от полиции и Следственного комитета, если люди на улице так отвечают на этот вопрос?
Основной целью Команды против пыток является расследование и доведение до конца дел о пытках с последующим наказанием виновных. КПП проводит общественное расследование жалоб на применение пыток, бесчеловечное или унижающее достоинство обращение, представляет интересы заявителя в органах следствия и суде, а также оказывает помощь в получении компенсации и — в случае необходимости — проводит медицинскую реабилитацию пострадавших.
В ходе работы Команда занимается общественным расследованием на основе жалобы о применении пыток и жестокого обращения. Под общественным расследованием Команда понимает совокупность действий граждан, не обладающих специальными государственными правами и полномочиями, нацеленных на достижение большей эффективности в расследовании жалоб на грубое нарушение прав человека и, при наличии достаточных доказательств, на установление уполномоченным органом (судом) факта таких нарушений. Для общественного расследования массовых или систематических нарушений по инициативе Команды создаются Сводные мобильные группы (СМГ). В их составе представители разных правозащитных организаций из разных регионов в течение нескольких месяцев проводят общественное расследование на месте событий.
Главными принципами общественного расследования являются принцип защиты публичного интереса и принцип ориентации на внутригосударственные, а не международные механизмы защиты.
Принцип защиты публичного интереса заключается в том, что организация, осуществляющая расследование, представляет в первую очередь не интересы конкретного лица, ставшего жертвой пыток или другого грубого нарушения прав человека, а общественный интерес. Команда не принимает на себя никаких обязательств помогать жертве, если она в дальнейшем пожелает вступить в торг с предполагаемыми преступниками или их представителями. Более того, в случае, если в дальнейшем жертва изменит свои показания в пользу предполагаемых преступников, а Команда к этому времени будет располагать убедительными доказательствами пыток, то он оставляет за собой право добиваться уголовного преследования как преступников, так и самой жертвы за дачу заведомо ложных показаний и укрывательство преступления.
Принцип преимущественной ориентации на внутригосударственные механизмы защиты. Основные усилия общественного расследования направлены на то, чтобы заставить именно внутригосударственные механизмы защиты прав человека работать эффективно и в соответствии с законом. В этой схеме обращение к международным механизмам рассматривается как «последнее средство», которое стоит задействовать лишь в том случае, когда все возможные способы добиться восстановления справедливости внутри страны в разумные сроки исчерпаны.
Команда также ведет работу по реабилитации жертв пыток. Сотрудники КПП направляют пострадавших от пыток людей к узким специалистам, когда это невозможно по полису ОМС, помогают приобрести лекарства, предоставляют места в реабилитационных центрах. Иногда приходится прибегать к вынужденной эвакуации пострадавших и членов их семей — например, когда тем угрожают, когда на них давят или пытаются «договориться» об изменении показаний по делу о пытках. Так, например, в 2006 году в рамках оказания медицинской помощи организация оплатила курс лечения в санатории дзержинскому художнику Владимиру Поляшову, пострадавшему от незаконных действий сотрудников милиции.

## Результаты деятельности
Со дня основания в 2000 году по март 2022 года организация получила более 3108 заявлений о нарушении прав человека, добилась присуждения более 285 миллионов рублей в качестве компенсации жертвам пыток и осуждения более 159 представителей правоохранительных органов, установила 281 факт применения пыток, отменила 2438 незаконных решений и выиграла 75 жалоб в Европейском суде по правам человека.

### Дело Михеева
Алексей Михеев жаловался на то, что во время ареста сотрудники милиции подвергли его пыткам, принуждая дать признательные показания в изнасиловании и убийстве, которых он не совершал. Михеев выпрыгнул в окно здания милиции и сломал позвоночник. Доказательства по делу собирались сотрудниками информационно-аналитического центра Нижегородского общества прав человека Игорем Каляпиным и Марией Смородиной совместно с комиссией по правам человека Нижегородской области и её тогдашним председателем Сергеем Шимоволосом. Судебные разбирательства в России оказались неэффективными: в общей сложности, расследование дела Михеева заняло 7 лет, в течение которых оно больше двадцати раз прекращалось и не меньше трех раз приостанавливалось. По мнению правозащитников, и изматывающий характер следствия, и возобновляющиеся дела против Михеева были направлены на то, чтобы вынудить последнего отказаться от борьбы, как это в итоге сделал второй пострадавший — Фролов, который отказался от показаний и был принят на работу в органы МВД.
Европейский суд по правам человека после рассмотрения жалобы по делу «Михеев против России» по существу, 26 января 2006 года, установил, «что жестокое обращение в данной ситуации достигло уровня пытки по смыслу Статьи 3 Конвенции». Суд также постановил, что была нарушена и статья 13 Конвенции, так как «Заявителю было отказано в достаточно эффективном расследовании и, соответственно, в доступе к остальным средствам правовой защиты, имевшимся в его распоряжении, включая право на компенсацию». Таким образом, Дело Алексея Михеева стало первым случаем, когда ЕСПЧ признал Российскую Федерацию ответственной за применение пыток.

### Благовещенская зачистка

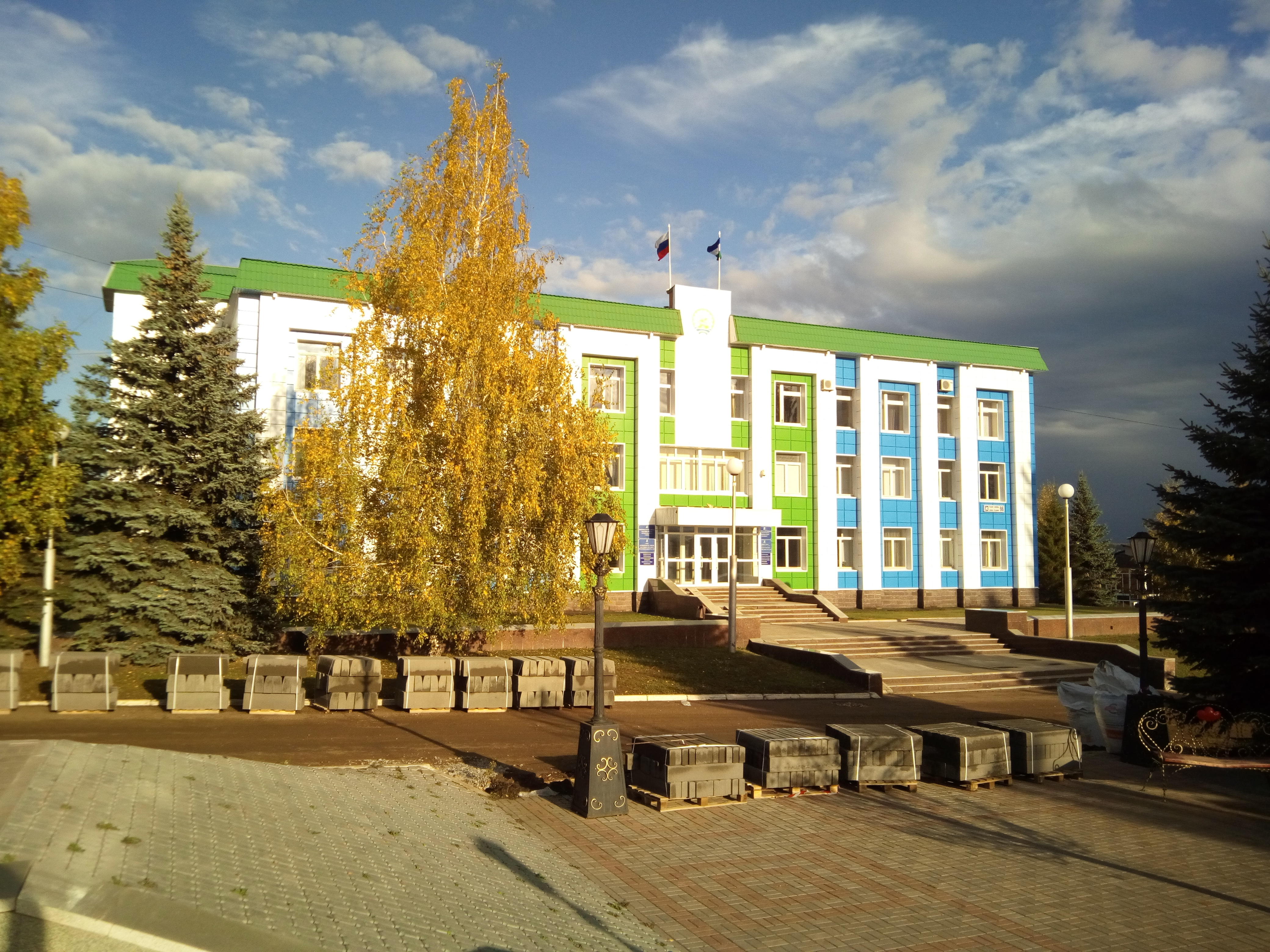
Благовещенск, где произошло массовое избиение жителей правоохранительными органами

Массовое избиение в Благовещенске, также известное как «Благовещенская зачистка» — операция устрашения в городе Благовещенск (Республика Башкортостан) и прилежащих населённых пунктах, осуществлявшаяся в период с 10 декабря по 14 декабря 2004 года силами ГРОВД Благовещенска и сотрудниками ОМОНа МВД Республики Башкортостан. В ходе этой операции сотрудники милиции врывались в дома граждан и в общественные заведения и производили массовые задержания с применением физического насилия. Имеются свидетельства принудительного удержания людей в неудобной позе в течение нескольких часов, пока они находились в заключении, что причиняло им тяжелые страдания. При попытках изменить положение они подвергались жёсткому избиению. Согласно официальным данным, потерпевшими было признано 341 человек, однако в результате работы правозащитных организаций установлено, что в общей сумме было задержано более 1000 граждан, и ещё 200 были избиты на месте, но не доставлялись в ГРОВД.
Правозащитники из Комитета против пыток занимались данным инцидентом с того момента, как информация о нём была предана огласке перед широкой общественностью. Для проведения комплексного общественного расследования и оказания помощи пострадавшим была создана мобильная группа правозащитников (СМГ), благодаря которой и другим правозащитникам удалось вовремя зафиксировать все указанные выше преступления, обеспечить заведение уголовных дел против виновных в произошедшем и оказать помощь потерпевшим в суде.
В ходе судебного разбирательства удалось доказать вину сотрудников Благовещенского ГРОВД. Они получили условные сроки длительностью от 3 до 5,5 лет, за исключением Айдара Гильванова, приговоренного к 3 годам в колонии общего режима. Не все ответственные за преступление в Благовещенске понесли наказание.

### Защита прав человека на Северном Кавказе
В 2009 году в Чечне были убиты Наталья Эстемирова, Зарема Садулаева и Алик Джабраилов, занимавшиеся расследованиями нарушений прав человека. В связи с этим для правозащитных организаций резко возросли риски работы в данном регионе, что спровоцировало временное сворачивание деятельности в Чечне «Мемориала». Тогда председателем Комитета Игорем Каляпиным было предложено решение создать координируемую «Сводную мобильную группу». Работа группы происходила посменно: раз в несколько месяцев в регион приезжали по три человека из разных отделений Комитета (московского, нижегородского, оренбургского, и других). Первая смена группы отправилась в Грозный 30 ноября 2009 года. Мобильные группы добивались беспристрастного и объективного расследования эпизодов насильственных похищений, пыток и внесудебных казней. Так, одним из итогов работы мобильной группы стало дело Ислама Умарпашаева, найденного и освобождённого 2 апреля 2010 года после трёх месяцев пыток на базе чеченского ОМОНа. Группа подвергалась критике и давлению со стороны чеченских властей, в том числе главы республики Рамзана Кадырова, публично обвинявшего членов мобильной группы в том, что они «ненавидят чеченский народ» и «приехали сюда заработать денег».
Напряженные отношения Комитета и властей Чечни ещё больше ухудшились после нападения боевиков террористической организации «Кавказский эмират» на Грозный, 4 декабря 2014 года. По официальным данным, помимо 11 террористов погибло 14 сотрудников МВД и двое мирных жителей. Руководивший контртеррористической операцией Кадыров заявил, что «семьи нападавших будут выдворены за пределы Чеченской республики, а их дома снесены до основания». Комитет, на фоне начавшихся поджогов домов, отреагировал на это заявлениями в Следственный комитет и Генеральную прокуратуру с требованием оценить высказывание на соответствие Конституции. Игорь Каляпин заявил, что родственники боевиков «могут подлежать уголовной ответственности и понести заслуженное наказание лишь в случае вынесения судом обвинительного приговора, которым будет установлена вина и степень участия в совершении преступления». Глава республики обвинил Комитет против пыток в содействии терроризму, а Каляпина — в связях с лидерами боевиков. В начавшемся давлении на Комитет в соцсетях и по телевидению участвовал и уполномоченный по правам человека в Чеченской Республике Нурди Нухажиев. 13 декабря в Грозном прошел многотысячный митинг против терроризма, организованный правозащитными и общественными организациями Чечни. После его окончания сотрудников мобильной группы начали преследовать вооружённые неизвестные, а вечером того же дня в офисе Комитета против пыток произошел пожар.
3 июня 2015 года в 10 часов утра нападение на офис повторилось, в этот раз рядом с помещениями Комитета проходил пикет «общественных организаций и представителей гражданского общества республики». Среди собравшихся появилась группа молодых людей, прикрывавших лица медицинскими масками. Они проникли в офис и жилые помещения Комитета, затем разгромили их, вынудив находившихся внутри сотрудников спасаться. Нападавшие серьёзно повредили автомобиль, принадлежавший организации. После этого офис сводной мобильной группы было решено перенести в Ингушетию. Несмотря на это, сотрудники Комитета против пыток, работающие в северокавказском регионе, продолжали подвергаться давлению. 16 марта 2016 года в столице Чеченской Республики напали на главу Комитета Игоря Каляпина.
6 октября 2021 года сотрудники правоохранительных органов пришли в дом родителей руководителя северокавказского отделения Комитета Магомеда Аламова. В декабре 2021 года юрист Комитета против пыток Абубакар Янгулбаев сообщил о похищении более 40 своих родственников на территории Чечни. 20 января 2022 года чеченские силовики задержали и насильно доставили мать Янгулбаева, Зарему Мусаеву, в Грозный.
За время работы в регионе Комитет расследовал жалобы на применение пыток и представлял интересы заявителей в органах следствия и суде. Ниже о них.

#### Гасангусейнов против России
23 августа 2016 года недалеко от посёлка Гоор-Хиндах в Шамильском районе Дагестана во время спецоперации силовых ведомств были застрелены два брата — 19-летний Гасангусейн и 17-летний Наби Гасангусейновы, работавшие пастухами.

#### Защита прав семьи Иритовых
31 октября 2017 года в Кабардино-Балкарской Республике при задержании местного активиста Аслана Иритова сотрудники полиции избили его самого и членов его семьи: Беслана, Марину и Анжелу Иритовых. Иритов был обвинён в нападении на полицейского и попытке удушения. Аслан Иритов является инвалидом первой группы — у него отсутствуют кисти рук. Следователи четыре раза выносили постановления об отказе в возбуждении уголовного дела в отношении сотрудников полиции, три из них были признаны незаконными, в том числе после многочисленных жалоб юристов Комитета. 8 декабря 2020 года юристы Комитета против пыток направили в Европейский суд по правам человека жалобу, посчитав, что в отношении Иритовых российские власти нарушили несколько статей Европейской Конвенции, гарантирующих свободу от пыток и право на эффективное расследование, а также право на уважение частной и семейной жизни. На данный момент работа по делу общественного расследования продолжается.

#### Защита прав Альберта Хамхоева
14 ноября 2017 года житель села Яндаре Республики Ингушетия, известный ингушский спортсмен Альберт Хамхоев, был задержан, избит сотрудниками полиции и подвергнут пыткам. Уголовное дело по факту получения Хамхоевым телесных повреждений было возбуждено 22 января 2018 года. На настоящий момент работа по делу продолжается.

## Взаимодействие КПП с властями РФ
Одно из основных направлений работы Команды против пыток — взаимодействие с судебной властью России. Очень сложно добиться проведения расследования жалоб на пытки: до возбуждения дела пострадавший в среднем получает шесть отказов. По статистике Команды против пыток, без вовлечённой работы правозащитников не начали бы и 10 % расследований.
Из-за отсутствия отдельной статьи о пытках должностных лиц, применивших их, привлекают по 302 статье УК РФ «Принуждение к даче показаний» и 286 статье «Превышение должностных полномочий». Но 286 статья УК РФ помимо пыток включает в себя множество преступлений — отделить одни от других невозможно, то есть статистики пыток нет. А значит, государство не может оценить масштаб проблемы. Взаимодействие с исполнительной властью осуществлял экс-председатель Комитета Игорь Каляпин. Как член Совета по правам человека при президенте РФ он высказывал следующие предложения: увеличить число правозащитников в общественных наблюдательных комиссиях, ввести в Уголовный кодекс РФ «пытку» как самостоятельный состав преступления, поручить расследование пыток специальной структуре Следственного комитета Российской Федерации.

## Партнёры и финансирование
Изначально Комитет против пыток существовал на личные средства Игоря Каляпина, основателя организации. Юристы, работавшие над делом Алексея Михеева, делали это на общественных началах. Организация пользовалась поддержкой Европейской комиссии по правам человека и Фонда Сороса.
В 2013 году Комитет впервые получил президентский грант на институциональную деятельность организации: оплату работы юристов, адвокатов, проведение экспертных исследований, транспортные расходы, лечение заявителей, реабилитация жертв. До присвоения Комитету статуса иностранного агента, он получал президентские средства, которые распределяла Общественная палата (это составляло 2 % от общего финансирования).
В 2015 году Комитет против пыток был включен в реестр «иностранных агентов» согласно решению управления Министерства юстиции по Оренбургской и Нижегородской областям. Иностранным финансированием управление Минюста сочло тот факт, что большинство членов Комитета получали зарплату в другой организации — Бюро общественных расследований — и платили взносы в фонд Комитета. По состоянию на 2019 год межрегиональная организация не получает иностранного и вообще какого-либо финансирования: Комитет против пыток — незарегистрированная общественная организация, не имеющая ни регистрации, ни расчётного счета.
Для того, чтобы помогать людям, пострадавшим от пыток, получить медицинскую и психологическую поддержку, Комитет против пыток учредил благотворительный фонд, который ранее принимал пожертвования от российских граждан.

## Награды и оценка работы
Деятельность Игоря Каляпина и возглавляемого им Комитета против пыток не раз получала высокие оценки международного сообщества. В 2011 году ему была присуждена Премия прав человека Парламентской ассамблеи Совета Европы. В том же году работа правозащитника и проект Сводная мобильная группа, созданного по инициативе Комитета, были отмечены наградой ирландской организации Front Line Defenders. Тот же проект заслужил международную награду имени Мартина Энналса в 2013 году. Комитет получил премию «Человек человеку» за 2016 год. В 2018 году Игорь Каляпин стал лауреатом премии Егора Гайдара номинации «За действия, способствующие формированию гражданского общества».
На Нобелевскую премию мира в 2018 году была выдвинута Ольга Садовская, заместитель председателя Комитета против пыток. Раннее в 2017 году Ольга вместе с журналисткой «Новой газеты» Еленой Милашиной были награждены в Осло премией свободы имени Андрея Сахарова по решению Норвежского Хельсинкского комитета.
«Агентство социальной информации» отмечая, что «пытки со стороны полицейских остаются довольно острой проблемой в России», выделяет Комитет против пыток среди тех организаций, которые «помогают бороться за справедливость». Как утверждает Татьяна Локшина, директор международной правозащитной организации Human Rights Watch по программам в Европе и Центральной Азии:

Каляпин и его сотрудники — практически единственные, кто осмеливается вести правозащитную деятельность в Чечне несмотря на злобные угрозы и разбойные нападения.
Оригинальный текст (англ.)Kalyapin and his group are practically the only ones who dare do human rights work in Chechnya despite vicious threats and brazen attacks.

## В культуре
- Влади и Комитет против пыток — видеоклип «Статья, которой нет» (2022)[94][95].